# Подканцлер литовский
Подка́нцлер лито́вский (до 1569 — подканцлер; пол. Podkanclerzy litewski) — должностное лицо Великого княжества литовского и Речи Посполитой, заместитель канцлера. С 1569 года входил в состав сената Речи Посполитой, ранее — в состав Рады Великого княжества Литовского.
Должность была создана в 1566 году, однако известно, что ещё в 1446 году при великом князе Свидригайло существовала должность подканцлера, которую занимал Борис Глинский. Введение должности связано с увеличением документооборота в государстве, а также с тем фактом, что кто-то из руководителей канцелярии должен был оставаться в столице для утверждения государственных документов, а кто-то должен был сопровождать великого князя.
Подканцлер имел сходный круг полномочий, что и канцлер, был его заместителем, но не подчинённым. Как и канцлер занимался делами канцелярии, вёл внутригосударственные и иностранные дела, руководил работой писарей и секретарей, а также был хранителем малой государственной печати. По распоряжению великого князя литовского подканцлер издавал государственные документы со своей подписью и малой государственной печатью.
На должность подканцера назначались представители высшей знати, которые могли совмещать с ней и другие должности. Кандидат на занятие должности должен был быть хорошо образован и владеть практическими навыками делопроизводства. Подканцер был хранителем государственных актов — Метрики Великого княжества Литовского.